# Jbel Outgui
Jbel Outgui es un volcán de escudo extinto localizado a 15 km al sureste de la ciudad de El Hajeb en el Atlas Medio de Marruecos. La montaña es una  de las tres estructuras volcánicas principales de la región de Azrú junto  con el  Jbel El Koudiate y Jbel Tamarrakoit.